# طاردة

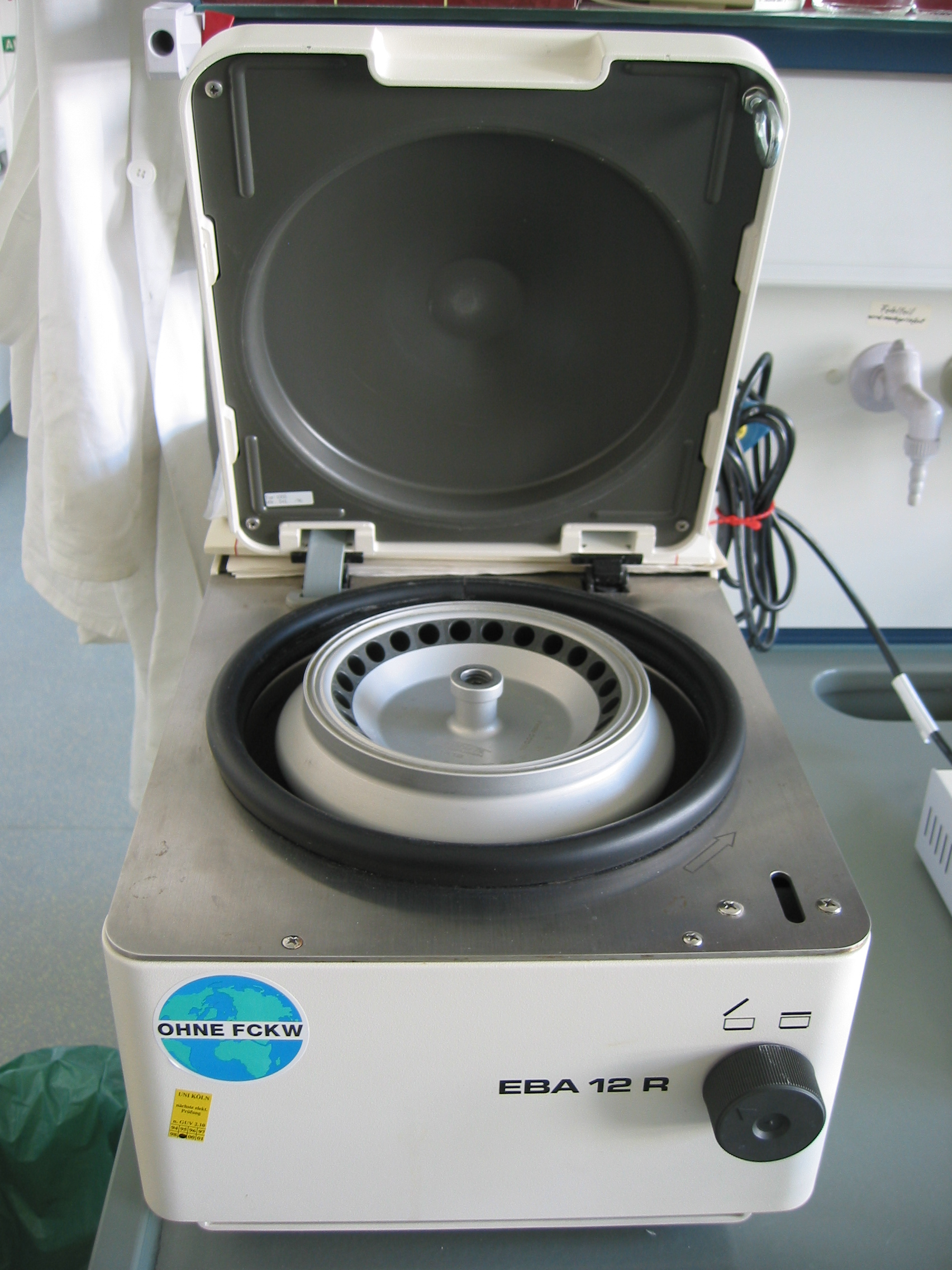
جهاز الطرد المركزي المستخدم في المعمل

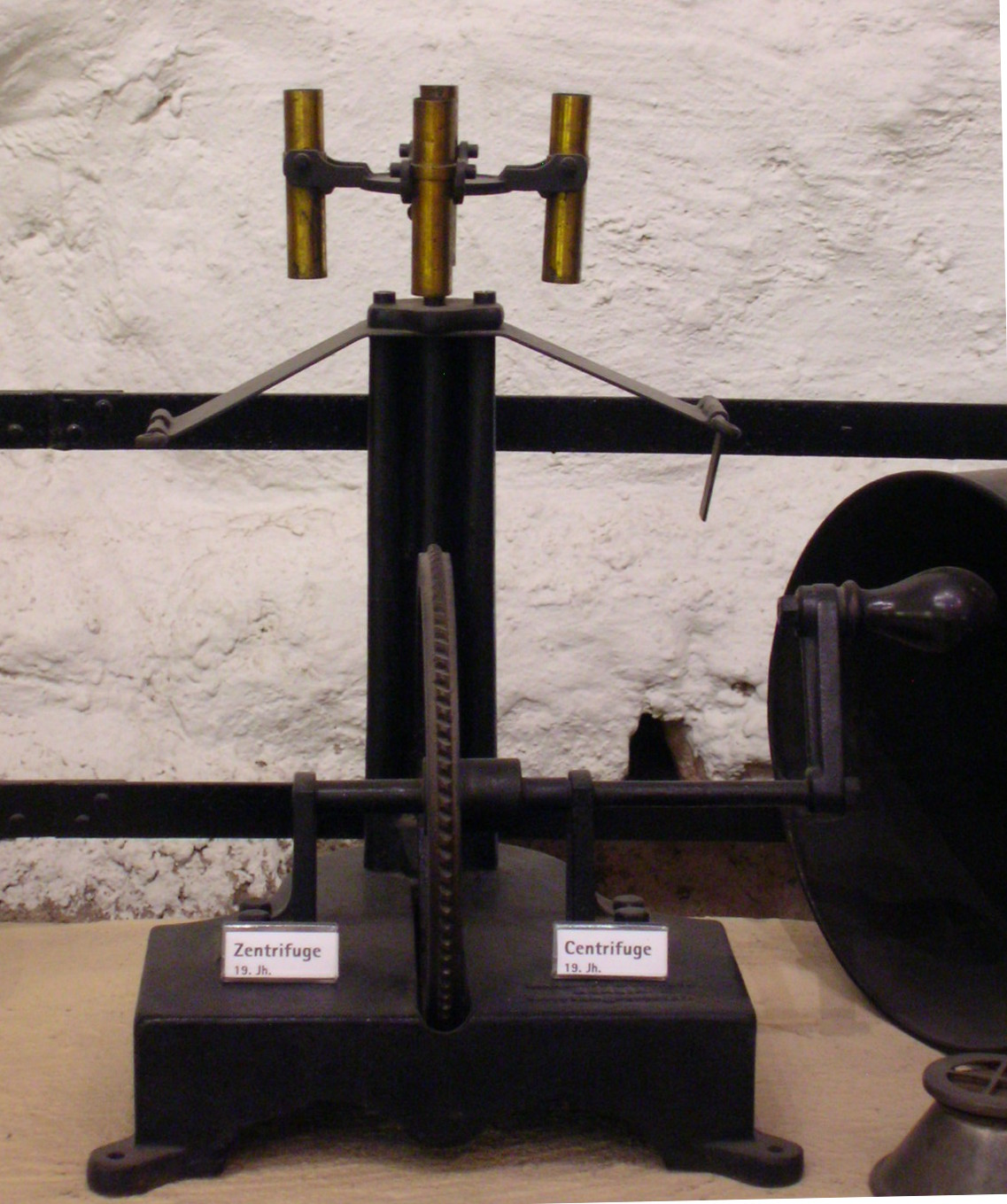
جهاز طرد مركزي قديم يدار بواسطة اليد

النابذة أو الطاردة أو جهاز الطرد المركزي هو جهاز يدار عادة باستخدام محرك كهربائي - وبعض النماذج القديمة تدار بواسطة اليد - يُدوّر الجسم الموضوع داخله حول محور ثابت. يستخدم في المختبرات وفي المصانع في عدة مجالات، وتتعدد أنواعه. تعتمد فكرة عمله على مبدأ الترسيب. وهدفه فصل الجزيئات حسب كثافتها.
وتستخدم لفصل النفط الخام عن الرواسب الموجودة فيه ، وقياس كثافتها والحصول على النفط بدون رواسب كالماء والطين وغيرها.
كما تستعمل تلك التقنية في التحليلات الطبية مثل تحليل الدم.

## مبدأ العمل
يعتمد عمل الجهاز على مبدأ الترسيب حيث يتسبب تسارع الجاذبية الناتج عن سرعة الدوران حول محور ثابت في اكتساب المواد ذات الكثافة الأكبر تسارعا مختلفا عن المواد ذات الكثافة الأقل مما يسبب في فصل المكونات ذات الكثافات المختلفة. إذن، تترسب المواد الأثقل في أسفل الأنبوب تليها المواد الأخف فالأخف.

## اقرأ أيضاً
- طاردة مركزية غازية
- معامل الترسيب